# Hydropsyche franclemonti
Hydropsyche franclemonti là một loài Trichoptera trong họ Hydropsychidae. Chúng phân bố ở miền Tân bắc.